# Pavel Padrnos
Pavel Padrnos (Třebíč, 17 de diciembre de 1970) es un ciclista checo.
Estuvo involucrado en el escándalo de dopaje conocido como Blitz Giro de 2001. Fue absuelto en octubre de 2005.

## Palmarés
1990 (como amateur)
- 1 etapa del Gran Premio Guillermo Tell

1993 (como amateur)'''
- 1 etapa de la Carrera de la Paz

1994 (como amateur)'''
- 1 etapa de la Carrera de la Paz
- Vuelta a Baviera
- Tour de Hesse
- Tour de Bohemia

1995
- Tour de Hesse
- Vuelta a la Baja Sajonia
- Carrera de la Paz, más 4 etapas

1996
- 1 etapa de la Kärntern Tour
- 2 etapas de la Tour de Eslovaquia
- Campeonato de la República Checa de Contrarreloj

## Resultados en Grandes Vueltas y Campeonatos del Mundo
| Carrera              | Carrera              | 1994 | 1995 | 1996 | 1997 | 1998 | 1999 | 2000 | 2001 | 2002 | 2003  | 2004 | 2005 | 2006 | 2007 |
| -------------------- | -------------------- | ---- | ---- | ---- | ---- | ---- | ---- | ---- | ---- | ---- | ----- | ---- | ---- | ---- | ---- |
|                      | Giro de Italia       | —    | —    | —    | 45.º | 36.º | 18.º | 26.º | 38.º | —    | —     | —    | 60.º | 67.º | 73.º |
|                      | Tour de Francia      | —    | —    | —    | Ab.  | —    | Ab.  | 85.º | —    | 69.º | 102.º | 79.º | 95.º | 64.º | —    |
|                      | Vuelta a España      | —    | —    | —    | —    | Ab.  | —    | —    | Ab.  | —    | —     | —    | —    | —    | —    |
| Mundial en Ruta      | Mundial en Ruta      | —    | —    | —    | —    | —    | —    | —    | —    | 93.º | —     | —    | —    | —    | —    |
| Mundial Contrarreloj | Mundial Contrarreloj | 25.º | —    | —    | —    | —    | —    | —    | —    | —    | —     | —    | —    | —    | —    |

—: no participa
Ab.: abandono